# Marcepania krowka
Marcepania krowka – gatunek chrząszcza z rodziny kusakowatych i podrodziny balinków. Endemit Sumatry.

## Taksonomia
Gatunek ten opisany został po raz pierwszy w 2020 roku przez Pawła Jałoszyńskiego na łamach „Zootaxa”. Jako lokalizację typową wskazano Anai Valley Nature Reserve w zachodniej okolicy Padangpanjan na terenie indonezyjskiej Sumatry Zachodniej. Epitet gatunkowy nadano od krówki, rodzaju cukierka, co stanowi nawiązanie do pochodzącej od marcepanu nazwy rodzajowej.

## Morfologia
Chrząszcz o ciele długości około 0,8 mm, wydłużonym i przeciętnie wysklepionym, choć jak na przedstawiciela rodzaju dość tęgim, to wciąż chudszym i słabiej sklepionym niż u również sumatrzańskiej M. halva. Oskórek jest jasnobrązowy, porośnięty jasnoszarobrązowymi szczecinkami.
Głowa ma na czole i ciemieniu gęsto rozmieszczone, wyraźne, ale płytkie punkty. U samca oczy są duże, słabo wypukłe, nerkowate, zbudowane z grubych fasetek. Średnio długie czułki mają silnie wydłużone trzonek i nóżkę, a człon ostatni 1,4 raza dłuższy niż szerszy i na szczycie ścięty.
Niemal półowalne, najszersze w okolicy tylnej ⅓ przedplecze ma gęste i wyraźne punktowanie. Boczne jego brzegi są w przedniej połowie mocno i niemal równomiernie zaokrąglone, a w tylnej lekko zaokrąglone i słabo ku tyłowi zbieżne, kąty tylne natomiast lekko rozwarte, a tylny brzeg płytko dwufalisty. Owalne, na szczytach osobno szeroko zaokrąglone pokrywy największą szerokość osiągają w okolicy przedniej ⅓, a punktowanie mają gęściejsze niż na przedpleczu i miejscami układające się w nieregularne szeregi podłużne. Odnóża są krótkie i grube.
Osiągający 0,1 mm długości, tęgi edeagus ma nieznacznie od płata środkowego dłuższe paramery, każda z jedną krótką szczecinką wierzchołkową, oraz w widoku brzusznym podługowato-trójkątnawy z wąsko zaokrąglonym szczytem płat środkowy. W endofallusie występuje para podłużnych, bardzo słabo wyodrębnionych od otoczenia struktur. 

## Rozprzestrzenienie
Owad orientalny, endemiczny dla Sumatry, znany tylko z lokalizacji typowej. Spotykany na wysokości 200 m n.p.m.